# Temporada 1989-90 de los Washington Bullets
La temporada 1989-90 fue la decimoséptima de los Bullets dentro del área metropolitana de Washington D. C. y la vigésimo novena en sus diferentes localizaciones. La temporada regular acabó con 31 victorias y 51 derrotas, ocupando el décimo puesto de la Conferencia Este, no logrando clasificarse para los playoffs.

## Elecciones en elDraft
| Ronda | Puesto | Jugador      | Posición  | Nacionalidad   | Universidad  |
| ----- | ------ | ------------ | --------- | -------------- | ------------ |
| 1     | 9      | Tom Hammonds | Ala-Pívot | Estados Unidos | Georgia Tech |
| 2     | 39     | Ed Horton    | Ala-Pívot | Estados Unidos | Iowa         |
| 2     | 41     | Doug Roth    | Pívot     | Estados Unidos | Tennessee    |

## Temporada regular
| División Atlántico   | División Atlántico | División Atlántico | División Atlántico | División Atlántico | División Atlántico | División Atlántico | División Atlántico | División Atlántico |
| Equipo               | G                  | P                  | %                  | PD                 | Casa               | Fuera              | Div                |                    |
| -------------------- | ------------------ | ------------------ | ------------------ | ------------------ | ------------------ | ------------------ | ------------------ | ------------------ |
| y-Philadelphia 76ers | 53                 | 29                 | .646               | –                  | 34–7               | 19–22              | 19–7               |                    |
| x-Boston Celtics     | 52                 | 30                 | .634               | 1                  | 30–11              | 22–19              | 19–7               |                    |
| x-New York Knicks    | 45                 | 37                 | .549               | 8                  | 29–12              | 16–25              | 17–9               |                    |
| Washington Bullets   | 31                 | 51                 | .378               | 22                 | 20–21              | 11–30              | 10–16              |                    |
| Miami Heat           | 18                 | 64                 | .220               | 35                 | 11–30              | 7–34               | 4–22               |                    |
| New Jersey Nets      | 17                 | 65                 | .207               | 36                 | 13–28              | 4–37               | 9–17               |                    |

## Estadísticas
| Rk | Jugador        | Edad | P  | PT | MP   | TC   | TCI  | %TC  | T3  | T3I | %T3  | TL  | TLI | %TL  | RO  | RD  | RT  | AS  | RB  | TAP | BP  | FP  | PTS  |
| -- | -------------- | ---- | -- | -- | ---- | ---- | ---- | ---- | --- | --- | ---- | --- | --- | ---- | --- | --- | --- | --- | --- | --- | --- | --- | ---- |
| 1  | Darrell Walker | 28   | 81 | 81 | 35.6 | 3.9  | 8.6  | .454 | 0.0 | 0.3 | .095 | 1.7 | 2.5 | .687 | 2.1 | 6.7 | 8.8 | 8.0 | 1.7 | 0.4 | 2.1 | 2.7 | 9.5  |
| 2  | John Williams  | 23   | 18 | 18 | 35.1 | 7.2  | 15.2 | .474 | 0.1 | 1.0 | .111 | 3.6 | 4.7 | .774 | 1.5 | 6.1 | 7.6 | 4.7 | 1.2 | 0.5 | 2.4 | 1.8 | 18.2 |
| 3  | Jeff Malone    | 28   | 75 | 74 | 34.2 | 10.4 | 21.2 | .491 | 0.0 | 0.1 | .167 | 3.4 | 3.9 | .877 | 0.7 | 2.0 | 2.7 | 3.2 | 0.6 | 0.1 | 1.7 | 1.5 | 24.3 |
| 4  | Bernard King   | 33   | 82 | 82 | 32.8 | 8.7  | 17.8 | .487 | 0.0 | 0.3 | .130 | 5.0 | 6.3 | .803 | 1.6 | 3.4 | 4.9 | 4.6 | 0.6 | 0.1 | 3.0 | 2.8 | 22.4 |
| 5  | Charles Jones  | 32   | 81 | 81 | 27.7 | 1.2  | 2.3  | .508 | 0.0 | 0.0 |      | 0.8 | 1.3 | .648 | 1.8 | 4.4 | 6.2 | 1.7 | 0.6 | 2.4 | 0.9 | 3.7 | 3.2  |
| 6  | Mark Alarie    | 26   | 82 | 10 | 23.1 | 4.5  | 9.6  | .473 | 0.1 | 0.6 | .204 | 1.3 | 1.6 | .812 | 1.8 | 2.7 | 4.6 | 1.7 | 0.7 | 0.5 | 1.2 | 2.7 | 10.5 |
| 7  | Harvey Grant   | 24   | 81 | 25 | 22.8 | 3.5  | 7.4  | .473 | 0.0 | 0.1 | .000 | 1.2 | 1.7 | .701 | 1.7 | 2.5 | 4.2 | 1.6 | 0.6 | 0.5 | 1.0 | 2.4 | 8.2  |
| 8  | Ledell Eackles | 23   | 78 | 8  | 21.7 | 5.3  | 12.1 | .439 | 0.2 | 0.8 | .322 | 2.7 | 3.6 | .750 | 0.9 | 1.3 | 2.2 | 2.3 | 0.6 | 0.1 | 1.8 | 2.0 | 13.5 |
| 9  | Melvin Turpin  | 29   | 59 | 12 | 13.9 | 1.9  | 3.5  | .526 | 0.0 | 0.0 | .000 | 0.9 | 1.2 | .789 | 1.5 | 2.3 | 3.7 | 0.5 | 0.3 | 0.8 | 0.8 | 2.3 | 4.7  |
| 10 | Steve Colter   | 27   | 73 | 1  | 13.4 | 1.9  | 4.1  | .478 | 0.0 | 0.1 | .000 | 1.1 | 1.3 | .811 | 0.8 | 1.7 | 2.4 | 2.0 | 0.6 | 0.1 | 0.5 | 1.3 | 4.9  |
| 11 | Tom Hammonds   | 22   | 61 | 8  | 13.2 | 2.1  | 4.8  | .437 | 0.0 | 0.0 | .000 | 1.0 | 1.6 | .643 | 1.0 | 1.8 | 2.8 | 0.8 | 0.2 | 0.2 | 0.8 | 1.6 | 5.3  |
| 12 | Doug Roth      | 22   | 42 | 0  | 9.8  | 0.9  | 2.0  | .430 | 0.0 | 0.0 | .000 | 0.2 | 0.3 | .500 | 1.0 | 1.8 | 2.9 | 0.5 | 0.2 | 0.3 | 0.4 | 1.7 | 1.9  |
| 13 | Ed Horton      | 22   | 45 | 10 | 8.3  | 1.8  | 3.6  | .494 | 0.0 | 0.1 | .000 | 0.9 | 1.5 | .609 | 1.3 | 1.1 | 2.4 | 0.4 | 0.2 | 0.1 | 0.9 | 1.4 | 4.5  |